# VinFast President
Le President est un SUV familial du constructeur automobile vietnamien VinFast présenté en septembre 2020 et produit en 500 exemplaires destinés au marché thaïlandais.

## Caractéristiques techniques

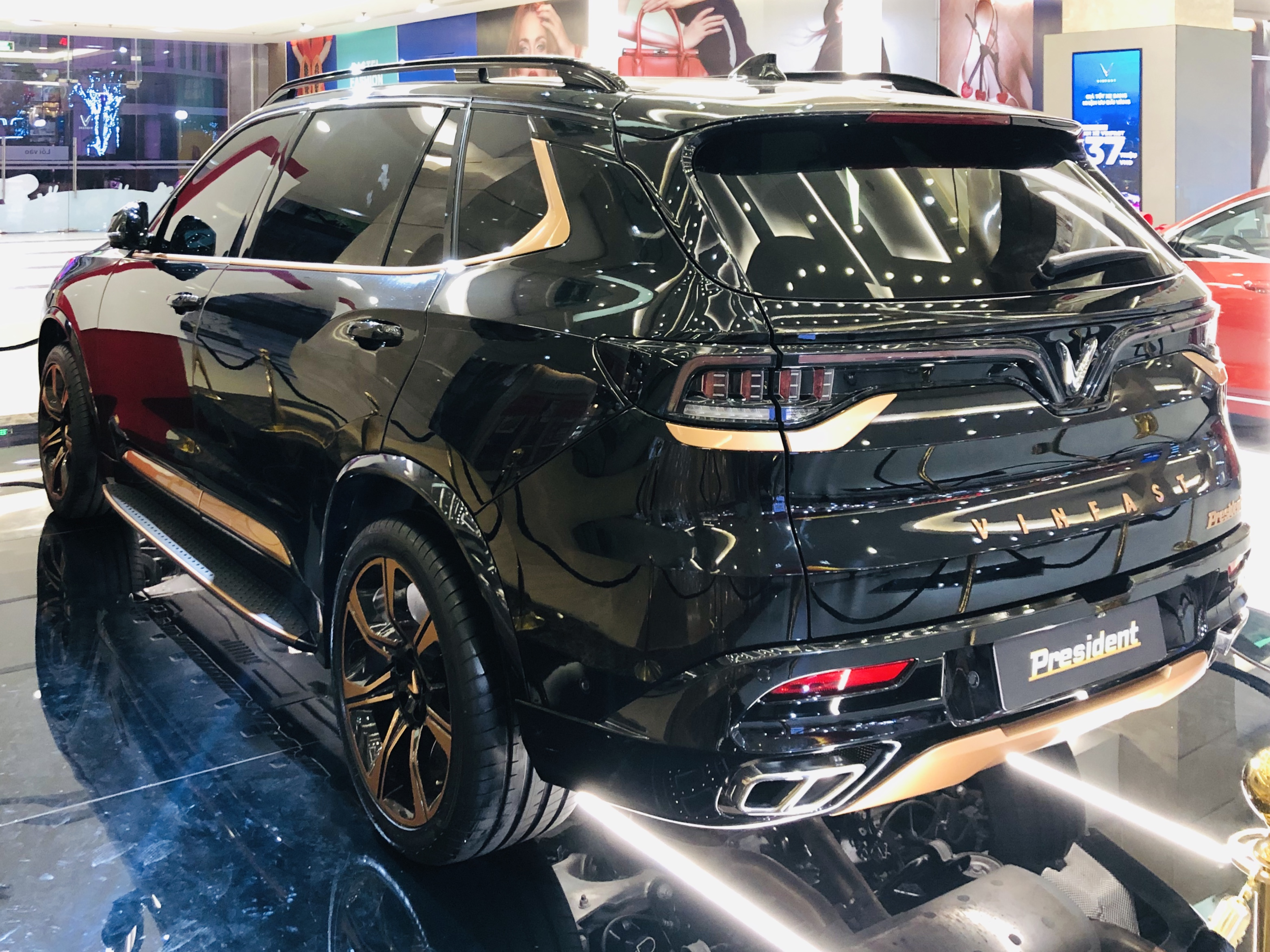
Vue arrière

Le SUV President est basé sur la plateforme technique de l'ancienne BMW X5 (F15) de troisième génération et dessiné par Pininfarina.

### Motorisation
Le President est doté d'un moteur V8 de 6,2 litres d'origine General Motors.

## Concept car
Le Vinfast President est préfiguré par le Vinfast Lux SA2.0 concept présenté au Mondial Paris Motor Show 2018.